# Pál Berendi
Pál Berendi (ur. 30 listopada 1932 w Budapeszcie, zm. 4 września 2019) – węgierski piłkarz grający na pozycji pomocnika. W swojej karierze rozegrał 24 mecze w reprezentacji Węgier.

## Kariera klubowa
Swoją karierę piłkarską Berendi rozpoczynał w klubie Goldberger SE. Następnie w 1951 roku przeszedł do budapeszteńskiego Vasasu. W sezonie 1951/1952 zadebiutował w jego barwach w pierwszej lidze węgierskiej. Wraz z Vasasem pięciokrotnie był mistrzem kraju w latach 1957, 1961, 1962, 1965 i 1966. W 1955 roku zdobył Puchar Węgier. Pięciokrotnie zwyciężył z Vasasem w Pucharze Mitropa (1956, 1957, 1960, 1962, 1965). W 1961 roku został wybrany Piłkarzem Roku na Węgrzech. Swoją karierę sportową zakończył w 1968 roku.

## Kariera reprezentacyjna
W reprezentacji Węgier Berendi zadebiutował 29 kwietnia 1956 roku w zremisowanym 2:2 towarzyskim spotkaniu z Jugosławią. W 1958 roku został powołany do kadry Węgier na mistrzostwa świata w Szwecji. Na nich wystąpił w dwóch meczach: z Walią (1:1) i ze Szwecją (1:2). Od 1956 do 1960 roku rozegrał w kadrze narodowej 24 mecze.
| Mecze i gole w reprezentacji | Mecze i gole w reprezentacji | Mecze i gole w reprezentacji | Mecze i gole w reprezentacji | Mecze i gole w reprezentacji | Mecze i gole w reprezentacji | Mecze i gole w reprezentacji |
| #                            | Data                         | Stadion                      | Rywal                        | Wynik                        | Gol                          | Rozgrywki                    |
| 1956                         | 1956                         | 1956                         | 1956                         | 1956                         | 1956                         | 1956                         |
| ---------------------------- | ---------------------------- | ---------------------------- | ---------------------------- | ---------------------------- | ---------------------------- | ---------------------------- |
| 1.                           | 29.04.1956                   | Budapeszt, Węgry             | Jugosławia                   | 2:2                          | 0                            | towarzyski                   |
| 2.                           | 03.06.1956                   | Bruksela, Belgia             | Belgia                       | 4:5                          | 0                            | towarzyski                   |
| 3.                           | 09.06.1956                   | Lizbona, Portugalia          | Portugalia                   | 2:2                          | 0                            | towarzyski                   |
| 4.                           | 16.09.1956                   | Belgrad, Jugosławia          | Jugosławia                   | 3:1                          | 0                            | towarzyski                   |
| 5.                           | 23.09.1956                   | Moskwa, ZSRR                 | ZSRR                         | 1:0                          | 0                            | towarzyski                   |
| 6.                           | 07.10.1956                   | Paryż, Francja               | Francja                      | 2:1                          | 0                            | towarzyski                   |
| 7.                           | 14.10.1956                   | Wiedeń, Austria              | Austria                      | 2:0                          | 0                            | towarzyski                   |
| 1957                         |                              |                              |                              |                              |                              |                              |
| 8.                           | 12.06.1957                   | Oslo, Norwegia               | Norwegia                     | 1:2                          | 0                            | el. MŚ 1958                  |
| 9.                           | 16.06.1957                   | Sztokholm, Szwecja           | Szwecja                      | 0:0                          | 0                            | towarzyski                   |
| 10.                          | 23.06.1957                   | Budapeszt, Węgry             | Bułgaria                     | 4:1                          | 0                            | el. MŚ 1958                  |
| 11.                          | 15.09.1957                   | Sofia, Bułgaria              | Bułgaria                     | 2:1                          | 0                            | el. MŚ 1958                  |
| 12.                          | 22.09.1957                   | Budapeszt, Węgry             | ZSRR                         | 1:2                          | 0                            | towarzyski                   |
| 13.                          | 10.11.1957                   | Budapeszt, Węgry             | Norwegia                     | 5:0                          | 0                            | el. MŚ 1958                  |
| 14.                          | 22.12.1957                   | Hanower, RFN                 | RFN                          | 0:1                          | 0                            | towarzyski                   |
| 1958                         |                              |                              |                              |                              |                              |                              |
| 15.                          | 07.05.1958                   | Glasgow, Szkocja             | Szkocja                      | 1:1                          | 0                            | towarzyski                   |
| 16.                          | 08.06.1958                   | Sandviken, Szwecja           | Walia                        | 1:1                          | 0                            | MŚ 1958                      |
| 17.                          | 12.06.1958                   | Sztokholm, Szwecja           | Szwecja                      | 1:2                          | 0                            | MŚ 1958                      |
| 18.                          | 14.09.1958                   | Chorzów, Polska              | Polska                       | 3:1                          | 0                            | towarzyski                   |
| 19.                          | 28.09.1958                   | Moskwa, ZSRR                 | ZSRR                         | 1:3                          | 0                            | el. ME 1960                  |
| 20.                          | 05.10.1958                   | Zagrzeb, Jugosławia          | Jugosławia                   | 4:4                          | 0                            | towarzyski                   |
| 21.                          | 26.10.1958                   | Bukareszt, Rumunia           | Rumunia                      | 2:1                          | 0                            | towarzyski                   |
| 1959                         |                              |                              |                              |                              |                              |                              |
| 22.                          | 01.05.1959                   | Drezno, NRD                  | NRD                          | 1:0                          | 0                            | towarzyski                   |
| 1960                         |                              |                              |                              |                              |                              |                              |
| 23.                          | 09.10.1960                   | Budapeszt, Węgry             | Jugosławia                   | 1:1                          | 0                            | towarzyski                   |
| 24.                          | 30.10.1960                   | Bruksela, Belgia             | Belgia                       | 1:2                          | 0                            | towarzyski                   |